# Adetus squamosus
Adetus squamosus là một loài bọ cánh cứng trong họ Cerambycidae.